# Нуса, Антонио
Антонио Эромонселе Нордбю Нуса (норв. Antonio Eromonsele Nordby Nusa; родился 17 апреля 2005) — норвежский футболист, вингер немецкого клуба «РБ Лейпциг» и сборной Норвегии.

## Клубная карьера
С 2018 года выступал за молодёжную команду норвежского клуба «Стабек». 30 мая 2021 года дебютировал в основном составе «Стабека» в матче высшего дивизиона чемпионата Норвегии против «Русенборга». 27 июня 2021 года забил свой первый гол за клуб в матче против клуба «Будё-Глимт». 30 июня 2021 года сделал свой первый «дубль» в матче против «Викинга».
31 августа 2021 года перешёл в бельгийский клуб «Брюгге». 13 февраля 2022 года дебютировал в высшем дивизионе чемпионата Бельгии в матче против клуба «Шарлеруа».
13 августа 2024 года перешёл в «РБ Лейпциг», подписав с немецким клубом пятилетний контракт. 24 августа 2024 года дебютировал за команду, выйдя на замену в матче немецкой Бундеслиги против «Бохума» и забив победный гол.

## Карьера в сборной
Выступал за сборные Норвегии до 16, до 18, до 19 лет и до 21 года. 7 сентября 2023 года дебютировал за главную сборную Норвегии.

## Статистика

### Матчи Нусы за сборную Норвегии
| Матчи Нусы за сборную Норвегии | Матчи Нусы за сборную Норвегии | Матчи Нусы за сборную Норвегии | Матчи Нусы за сборную Норвегии | Матчи Нусы за сборную Норвегии | Матчи Нусы за сборную Норвегии |
| ------------------------------ | ------------------------------ | ------------------------------ | ------------------------------ | ------------------------------ | ------------------------------ |
| №                              | Дата                           | Соперник                       | Счёт                           | Голы Нусы                      | Соревнование                   |
| 1                              | 7 сентября 2023                | Иордания                       | 6:0                            | 1                              | Товарищеский матч              |
| 2                              | 12 сентября 2023               | Грузия                         | 2:1                            | —                              | Чемпионат Европы 2024 (отбор)  |
| 3                              | 12 октября 2023                | Кипр                           | 4:0                            | —                              | Чемпионат Европы 2024 (отбор)  |
| 4                              | 15 октября 2023                | Испания                        | 0:1                            | —                              | Чемпионат Европы 2024 (отбор)  |
| 5                              | 26 марта 2024                  | Словакия                       | 1:1                            | —                              | Товарищеский матч              |

Итого: 5 матчей / 1 гол; 3 победы, 1 ничья, 1 поражение.

## Личная жизнь
Отец Антонио — нигериец Джо Нуса, который также был футболистом.